# Joseph Huts
Joseph Huts (* 16. Januar 1913 in Montignies-sur-Sambre; † 24. Oktober 1995 in Beersel) war ein belgischer Radrennfahrer.

## Sportliche Laufbahn
Huts war im Straßenradsport und im Bahnradsport aktiv. 1933 gewann er die belgische Militärmeisterschaft im Straßenrennen.
Von 1935 bis 1939 war er Unabhängiger und Berufsfahrer. 1938 siegte er in den Eintagesrennen Ronde van Limburg vor Edward Vissers und Gent–Antwerpen–Gent, 1935 und 1937 kam er jeweils auf den zweiten Rang. 1935 und 1936 gewann er jeweils zwei Etappen in der Katalonien-Rundfahrt, 1935 bei Reus–Barcelona–Reus. 1936 holte er einen Etappensieg in der Vuelta a España. Bei Paris–Brüssel 1937 kam er auf den 4. Platz.
In der Katalonien-Rundfahrt und in der Ronde van Haspengouw 1935 wurde er Dritter, ebenso im Scheldeprijs 1937. Die Vuelta a España 1936 und den Giro d’Italia 1937 beendete er nicht. In den Rennen der Monumente des Radsports war der 7. Platz bei Lüttich–Bastogne–Lüttich 1936 sein bestes Resultat.
Auf der Bahn wurde er 1934 Vizemeister im Sprint der Amateure hinter Heusy.